# Општина Сурдила-Гаисеанка (Браила)
Сурдила-Гаисеанка (рум. Surdila-Găiseanca) општина је у Румунији у округу Браила.
Oпштина се налази на надморској висини од 40 m.